# Xanthodius inaequalis
Xanthodius inaequalis is een krabbensoort uit de familie van de Xanthidae.